# Monkey X
Monkey X (vormals nur Monkey) ist eine Programmiersprache, deren Ziel es ist, die Programmierung auf vielen Plattformen zu vereinheitlichen. Die Programmiersprache selbst orientiert sich an BASIC, wobei Aspekte der Objektorientierung enthalten sind.

## Technik

### Syntax
Die Syntax von Monkey X ist an die BASIC-Syntax angelehnt, wobei einige Techniken aus der Objektorientierung vorhanden sind, zum Beispiel Vererbung und Polymorphie, dabei klassifiziert es sich als Programmiersprache mit starker Typisierung.

### Compiler
Der Monkey-Compiler kompiliert den Monkey-Quellcode in eine andere Programmiersprache und fungiert somit als Präprozessor. Der erstellte Code wird dann weiter kompiliert oder ausgeführt. Dies ermöglicht die Ausführung auf verschiedenen Plattformen.

### Plattformen
Monkey X kann auf verschiedenen Plattformen ausgeführt werden:
Offiziell:
- Windows
- macOS
- Linux
- Android
- Apple iOS
- XNA (Xbox 360, Windows Phone 7)
- Windows Phone 8
- HTML5
- Flash
- PlayStation Vita
- Ouya

Weitere Erweiterungen werden von der Community bereitgestellt.

## Geschichte
Monkey X wurde am 1. März 2011 von Blitz Research Ltd. veröffentlicht, welche auch Blitz Basic veröffentlichten. In Deutschland wurde das Portal Monkeycoder.de ins Leben gerufen. Auch das deutsche BlitzBasic-Portal richtete eine Untersektion für Monkey X ein. Juni 2017 teile Blitz Research Ltd. mit, dass die Entwicklung eingestellt wird und das Produkt unter eine Open-Source-Lizenz gestellt wird.